# Nitela borealis
Nitela borealis ist ein Hautflügler aus der Familie der Crabronidae. Erst 1974 wurde er als eigenständige Art erkannt und von Nitela spinolae abgespalten.

## Merkmale
Die Wespe erreicht eine Körperlänge von 3 bis 4 Millimetern. Die Stirn, das Mesonotum und das Schildchen (Scutellum) sind punktiert, die Tergite sind es in der Regel nicht. Das Dorsalfeld ist glänzend. Diese beiden Merkmale unterscheiden die Art von der ähnlichen Nitela spinolae, deren Tergite punktiert sind und deren Dorsalfeld matt ist. 

## Vorkommen
Die Art ist in Mittel- und Nordeuropa verbreitet. Sie besiedelt verschiedene Lebensräume bis in 800 Meter Seehöhe und kommt offenbar auch in Wäldern vor, in denen geeignete Nistmöglichkeiten angetroffen werden. Im Siedlungsbereich des Menschen findet man sie häufig an künstlichen Nisthilfen. Die Art fliegt von Juni bis Ende September, sie ist in Mitteleuropa verbreitet bis häufig anzutreffen. 

## Lebensweise
Die Weibchen legen ihre Nester im Holz, hinter Kiefernrinde und in hohlen, oder markhaltigen Stängeln an sonnigen Standorten an. Im Holz haben die Gänge einen Durchmesser von etwa 2,5 Millimetern. Die Nester bestehen aus zwei bis sechs Zellen, wobei in die Zellwände Holzgenagsel eingebaut wird. Die Brut wird mit Staubläusen (Psocoptera) und selten auch mit Blattflöhen der Familie Psyllidae und Röhrenblattläusen (Aphididae) versorgt. Pro Zelle werden etwa 30 Tiere eingelagert. 

## Belege